# Brennender Sand
Brennender Sand ist ein 1959/60 produzierter deutsch-israelischer Abenteuerfilm der Berliner Aero Film GmbH und der israelischen Ran Film, in dem Daliah Lavi ihre erste Hauptrolle spielte. Die Uraufführung war am 21. Juli 1960.

## Internationale Aufführungen
Der hebräische Filmtitel für Israel lautete Holot Lohatim (hebräisch חולות לוהטים). In den Vereinigten Staaten lief der Film unter dem Titel Blazing Sand, in anderen englischsprachigen Ländern unter Burning Sands. In Frankreich hieß der Streifen Sables brûlants, während der französische Titel in Belgien Le trésor de la mer morte lautete. Weitere Titel waren Aurinko on verenkarvainen in Finnland, Kafti ammos in Griechenland, I sette dannati in Italien und La tumba del rey Salomón in Mexiko. Scheinbar lief der Film auch unter dem Titel Sinai Guerrillas.

## Handlung
Nachdem Lukas durch Schusswunden schwerverletzt aus Jordanien zurückkehrt, wo er mit Dinas Freund Marco und zwei weiteren Begleitern nach dem Verbleib der biblischen Schriftrollen forschte, die in der Felsenstadt „Citra“ (Filmname der Stadt Petra) liegen sollen, berichtet dieser in seinen letzten Atemzügen, dass Marco noch schwer verletzt in Citra liegen würde und sie die Schriftrollen gefunden hätten.
Der Tänzerin Dina gelingt es, Geld zu bekommen und vier männliche Begleiter für eine Bergungsaktion zu motivieren. Im späteren Verlauf zeigt sich, dass alle aus verschiedenen Motivationsgründen teilnehmen: Der eine will die Schriftrollen und wird aus Gier zum Verräter an der Gruppe, der andere will Marco retten, einer will ein Abenteuer erleben und der andere ist aus wissenschaftlicher Neugier mit von der Partie.
Der israelischen Gruppe gelingt als Beduinen mit Kamelen, Pferden und Eseln getarnt der gefährliche Grenzübertritt von Israel ins jordanische Feindgebiet Die Gefahr lauert an allen Ecken. In Folge kommt es zu zahlreichen gefährlichen bis lebensbedrohlichen Situationen, unter anderem wird Dina von einem Schuss verfehlt, der ihren Esel tötet, noch bevor sie in Citra sind. Die karge Landschaft dient als Kulisse für die von geringer Wahrscheinlichkeit auf Erfolg geprägten Expedition.
Im Tempel in Citra finden sie neben den Schriftrollen König Salomons auch den schwerverletzten Marco, der kurz darauf stirbt. Bei einem Schusswechsel mit auftauchenden Beduinen, die von der israelischen Gruppe alle getötet werden, stirbt auch ein Gruppenmitglied. Die zuvor gefundenen Schriftrollen trägt der Wind davon.

## Hintergrund
Die beiden in der Handlung vorkommenden Länder befanden sich zur Drehzeit im Konflikt. Dennoch bekam Regisseur Raphael Nussbaum eine Drehgenehmigung in Petra.